# Rosendo Ribeiro
Rosendo Ribeiro Filho (Lagarto, 31 de janeiro de 1928 - Aracaju, 8 de setembro de 2019), mais conhecido como Ribeirinho, foi um político brasileiro.
Ribeirinho foi vereador da cidade de Lagarto, prefeito entre 1963 a 1966 e deputado estadual por cinco vezes. Foi também presidente da Assembleia Legislativa de Sergipe, vice-presidente e secretário daquela casa, sendo o único sergipano a participar de todos os cargos da mesa diretiva da Assembleia.[carece de fontes?]
Em 1969, seu mandato de deputado foi cassado pelo regime militar. Simbolicamente, em 2015 a Assembleia do estado lhe devolveu o cargo.

## Morte
Ribeirinho morreu em decorrência do Mal de Parkinson e parada cardiorrespiratória em Aracaju, no dia 8 de setembro de 2019.

## Cronologia da carreira
| Mandato           | Período   | Partido |
| ----------------- | --------- | ------- |
| Vereador          | 1954-1958 | UDN     |
| Deputado Estadual | 1958—1962 | UDN     |
| Prefeito          | 1963—1966 | PRT     |
| Deputado Estadual | 1966—1970 | Arena   |
| Deputado Estadual | 1986—1990 | PMDB    |
| Deputado Estadual | 1990—1994 | PMDB    |
| Deputado Estadual | 1994—1998 | PTB     |